# Кшеслінек
Кшеслінек (пол. Krześlinek) — село в Польщі, у гміні Сухожебри Седлецького повіту Мазовецького воєводства.
Населення — 169 осіб (2011).
У 1975-1998 роках село належало до Седлецького воєводства.

## Демографія
Демографічна структура станом на 31 березня 2011 року:
|          | Загалом | Допрацездатний вік | Працездатний вік | Постпрацездатний вік |
| -------- | ------- | ------------------ | ---------------- | -------------------- |
| Чоловіки | 88      | 13                 | 57               | 18                   |
| Жінки    | 81      | 16                 | 45               | 20                   |
| Разом    | 169     | 29                 | 102              | 38                   |